# Csurka László
Csurka László (Budapest, 1936. január 21. – Budapest, 2020. június 16.) Jászai Mari-díjas magyar színművész, rendező, érdemes és kiváló művész, Csurka Péter fia, Csurka István öccse.

## Életpályája
Édesapja Csurka Péter (1894–1964) író, édesanyja Bodnár Erzsébet, bátyja az író-politikus Csurka István (1934–2012).
1955-ben eltávolították a Színház- és Filmművészeti Főiskoláról. 1955–1958 között a kaposvári Csiky Gergely Színház segédszínésze volt. 1958–1995 között a fővárosi Déryné Színházban szerepelt. 1959–2000 között a Nemzeti Színházhoz került Németh Antal segítségével. 2000–2012 között a Pesti Magyar Színház társulatának tagja. Azóta játszott az Újszínház, a Nemzeti Színház és az Erkel Színház darabjaiban. 2018-tól a Nemzeti Színház tagja volt.
Több filmben és tévéjátékban játszott, rendkívül népszerű szinkronszínész. Bud Spencer magyar hangja is volt. Rádiós szerepei közül ismertségben kiemelkedik a Szabó család Lacijának megformálása, a szerepet a karaktert korábban megformáló Garics János 1984-es halálát követően a sorozat 2007-es befejezéséig játszotta.

### Magánélete
Fia Csurka Gergely sportújságíró.

## Színpadi szerepei
- Vörösmarty Mihály: Csongor és Tünde... Csongor
- Illyés Gyula: Lélekbúvár... Barla
- Madách Imre: Mózes... Rendőrfőnök
- Gábor Andor: Dollárpapa... Brenner
- Dürrenmatt: Fizikusok... Uve Siewers
- Dürrenmatt: János király... Lipót herceg
- Bertolt Brecht: A kaukázusi krétakör... Hájas herceg
- Márai Sándor: Kassai polgárok... Makár, a kovács
- Tennessee Williams: Az ifjúság édes madara... Scotty
- Goldoni: Két úr szolgája... Pantalona
- Czakó Gábor: Fehér ló... Slexits
- Molnár Ferenc: Nászinduló... Nils Nielsen
- Németh László: Villámfénynél... Bakos Béla
- Novák-Rossa: A csodaszarvas... Táltos
- Kaiser: A főnyeremény... Jochum Magnussen
- Polgár András: Az évszázad betege... Gaál
- Peter Weiss: Marat / Sade... Coulmier
- Sütő András: Advent a Hargitán... Zetelaki Dániel
- Lavery: Az Úr katonái... Michael Carey
- Synge: A nyugati világ bajnoka... Mahon
- Williams: Az ifjúság édes madara... Boss Finley
- Shakespeare: Tévedések vígjátéka... Égeon
- Henrik Ibsen: A nép ellenésége... Peter Stockmann
- Shakespeare: Athéni Timon... Lucullus
- Shakespeare: Rómeó és Júlia... Tybalt
- Shakespeare: Téli rege... Camillo
- Shakespeare: Macbeth... Duncan, skót király
- Edward Albee: Mindent a kertbe... George
- Németh László: Husz János... Zsigmond király
- Németh László: Galilei... Inchofer atya
- Bókay János: Négy asszonyt szeretek... Vállay
- Páskándi Géza: Tornyot választok... Csulai György
- Határ Győző: Elefántcsorda... Őrnyagy
- Shakespeare: Othello... Brabantio
- Bródy Sándor: A tanítónő... Öreg Nagy
- Euripidész – Jean-Paul Sartre: Trójai nők... Menelaosz
- Rose: Tizenkét dühös ember... 6. esküdt
- Illyés Gyula: Lélekbúvár... Barla
- Csurka István: Megmaradni... Harisnyás Márton
- Tamási Áron: Ördögölő Józsiás... Kasziba
- Shakespeare: Téli rege... Antigonus
- Szép Ernő: Patika... postamester
- Shakespeare: A windsori víg nők... békebíró
- Jean Anouilh: Becket, vagy Isten becsülete... érsek
- Szigligeti Ede: Liliomfi... Schwartz
- Dobozy Imre: Eljött a tavasz (1968, Nemzeti Színház)
- Makszim Gorkij: Jegor Bulicsov és a többiek (1974, Nemzeti Színház)

## Színházi rendezései
- Csurka István: Majális (1988)
- Dancs István: SZE-KU-KÁK

## Előadóestje
- Fizetek, főúr! – Sanzonok a pesti éjszakában

## Filmjei

### Játékfilmek
- Az ígéret földje (1961) – Tehergépkocsi vezető
- Megöltek egy lányt (1961)
- Májusi fagy (1962) – Feri
- Pacsirta (1963) – Hordár
- Miért rosszak a magyar filmek? (1964)
- Az aranyfej (1964)
- Így jöttem (1965) – Menekülő férfi
- A férfi egészen más (1966)
- Patyolat akció (1966) – Részeges férfi
- Szegénylegények (1966)
- Sellő a pecsétgyűrűn I. (1967)
- Tanulmány a nőkről (1967) – A fegyelmi bizottság tagja
- A veréb is madár (1968) – Szállodatitkár
- Kártyavár (1968)
- Imposztorok (1969)
- Szép magyar komédia (1970)
- Holló a hollónak (1972)
- Hekus lettem (1972) – Betörő
- Még kér a nép (1972) – Kasznár
- Egy srác fehér lovon (1973) – Muslincás
- Hét tonna dollár (1974) – Portás
- Jelbeszéd (1974) – Dr. Brixel
- Ha megjön József (1976) – Egy fiatal
- Lúdas Matyi (1976) – I. Hajdú (hang)
- Kísértés (1977) – házmester
- Havasi selyemfiú (1978)
- Kojak Budapesten (1980) – Stavros nyomozó (hang)
- Circus Maximus (1980)
- Hófehér (1983) – Zsoldos (hang)
- Hanyatt-homlok (1983) – államvédelmis
- Sértés (1983) – Igor, Csukalov fia
- Gyerekrablás a Palánk utcában (1985) – Asztalos
- Mátyás, az igazságos (1985) – Várőr #1 (hang)
- Képvadászok (1986)
- Banánhéjkeringő (1987) – Klára apja
- Érzékeny búcsú a fejedelemtől (1987)
- Szörnyek évadja (1987)
- A nyaraló (1992)
- Sose halunk meg (1993) – Simula
- A pártütők (1994)
- Szamba (1996) – vidéki színész
- Honfoglalás (1996) – Kond vezér
- Argo (2004) – Wolfenstein báró
- Macskafogó 2. – A sátán macskája (2007) – egértábornok (hang)
- Tabló – Minden, ami egy nyomozás mögött van! (2008)
- Az ember tragédiája (2011)

### Tévéfilmek
| - Az utolsó budai pasa (1963) - A hírlapíró és a halál (1963) - Fáklyaláng (1963) – második segédtiszt - Rab Ráby (1964) - Princ, a katona (1966) – Dobokai - A ló is ember (1968) - Bors (1968) – fehér tiszt - Mi újság Pesten? (1969) - A 0416-os szökevény (1970) - Só Mihály kalandjai (1970) - Egy óra múlva itt vagyok… (1971) – Dóczy hadnagy - A fekete város 1–7. (1971) – Esterházy titkára - Vidám elefántkór (1971) - Rózsa Sándor 1–6. (1971) – Rácz Pál, perzekutor - Különös vadászat (1972) – gépkocsivezető - Irgalom (1973) - Pirx kalandjai (1973) – Vargas őrnagy - Aranyborjú (1974) - Trisztán (1975) - A harmadik határ (1975) - Felelet 1–5. (1975) - KapupéNz (1975) - Sztrogoff Mihály (1975) - Robog az úthenger (1976) – maszek autószerelő - II. Richárd (1976) – Lord Fitzwalter - Százéves asszony (1976) - A fantasztikum betör a detektívregénybe, avagy Daibret felügyelő utolsó nyomozása (1977) – Ducas felügyelő - Megtörtént bűnügyek (1978) – őrmester - Zokogó majom 1–5. (1978) - A miniszterelnök (1978) - Fent a Spitzbergáknál (1978) | - Szetna, a varázsló (1980) – Ozirisz, a Túlvilág Ura - A Fejenincs Írástudó – avagy a titokzatos haláleset (1980) – Kőarcú - Apassionata (1982) - Vízipók-csodapók II–III. (1980–1984) – Dongó (25. részben)/Szürke szarvasbogár (34. részben) - Bábel tornya (1982) – Karraba - Mint oldott kéve (1983) - Az utolsó futam (1983) ... Ebedli, idomár - A piac (1983) ... Ultimó - Háry János (1983) – német strázsa (hang) - T.I.R. (1984) – ékszerrabló - Egy lócsiszár virágvasárnapja (1985) – Eibenmyer - Holt lelkek (1985) – rendőrtiszt - Széchenyi napjai (1985) – Stilz - Kémeri 1–5. (1985) – Esztergályos nyomozó - A falu jegyzője 1–6. (1986) - Almási, avagy a másik gyilkos (1987) – nyomozó - Szigorú idők (1988) - Kiváncsi Fáncsi II. (1989) – víziló papa (hang) - Margarétás dal (1989) - Barbárok (1989) – rendőrfőnök - Freytág testvérek 1–5. (1989) - Eszmélet (1989) - Holnapra a világ (1990) - A főügyész felesége (1990) - Uborka (1992) - Szent Gellért legendája (1994) – pogány vitéz - Patika (1995) – lelkész - Raszputyin (1996) – cobolyprémes férfi - Ábel Amerikában (1997) – Dávid úr - Angyali történetek (2000) - A titkos háború (2002) – z ezredes - Pillangó (2012) – juhász |  |

## Szinkronszerepek
- Katicák, avagy hajrá csajok (1992): Chester Lee – Rodney Dangerfield
- Dallas: Carter McKay – George Kennedy
- Dínó (2000-es Disney 3D animációs film) – Kron
- Central Park West: Adam Brock – Gerald McRaney
- Petrocelli: Pete Ritter – Albert Salmi
- A négy páncélos és a kutya: Gustaw Jelen – Franciszek Pieczka
- Nagy durranás 2. – A második pukk: Gray Edwards szenátor
- Vízipók-csodapók (1982) – dongó
- Vízipók-csodapók (moziváltozat, 1982) – dongó
- A gumimacik – Igthorn herceg
- A brazíliai fiúk – Mundt – Walter Gotell
- És megint dühbe jövünk – Bugsy – Claudio Ruffini
- A bolygó kapitánya – Ártány
- A brémai muzsikusok – Mafla a csacsi
- A brémai muzsikusok (sorozat) Bamba a csacsi
- A bosszú börtönében – Chink Weber – Sonny Landham
- Odüsszeia – Polifémosz (küklópsz)

## Díjai
- Jászai Mari-díj (1988)
- a Nemzeti Színház örökös tagja (2004)
- Főnix díj (2006)
- Sík Ferenc-emlékgyűrű (2008)
- Érdemes művész (2013)
- Kiváló művész (2019)[14]
- Szabadságért Kaposvár Emlékérem (2019)